# Eighth Wonder
Eighth Wonder — лондонская поп-группа 1980-х годов, костяк которой составляли вокалистка Пэтси Кенсит, её брат Джейми Кенсит и гитарист Джефф Бошам.
Самый большой хит группы — «I’m Not Scared» (1988) с альбома Fearless. Песня была написана и спродюсирована дуэтом Pet Shop Boys, самим перепевшем её на своём альбоме Introspective (1988).

## История
История группы Eight Wonder отсчитывается с момента, когда в 1983 году 14-летняя Пэтси Кенсит стала вокалисткой в группе своего брата. Эта ещё совсем неопытная группа называлась Spice,
в неё также входили Джефф Бошам (гитара), Лоренс Льюис (бас), Джек Уолтер (ударные), а также друг её брата Найджел (дополнительная перкуссия).
При этом постепенно Пэтси начинала играть в группе всё большую и большую роль.
Первый год ребята в надежде обратить на себя внимание и подписать контракт с лейблом звукозаписи старались использовать каждую возможность выступить перед публикой.
В ноябре они переименовали свою группу в Eight Wonder.
В конце того же года группа было наконец-то замечена публикой, а молодую Пэтси пригласил на главную женскую роль в своём фильме «Абсолютные новички» режиссёр Джулиан Темпл.
В итоге Пэтси проведёт большую часть следующего, 1985 года на съёмках, а группе предоставится возможность (наравне с Дэвидом Боуи и Реем Дэвисом) включить одну из своих песен в звёздный саундтрек к этому фильму.
В апреле 1985 года группа подписала контракт с лейблом CBS Records и начала работу над первым альбомом.
В октябре 1985 года у группы вышел дебютный сингл, озаглавленный «Stay with Me». Он достигнет 65-го места в их родной Великобритании, а также 1-го места в Италии и 3-го места в Японии.
Вскоре после выхода сингла из группы ушли Льюис и Уолтерс.
В апреле 1986 года вышел фильм «Абсолютные новички». К сожалению, успеха у публике он не имел и даже не окупил потраченных на съёмки денег.
В начале 1987 года у группы в Японии вышел мини-альбом Brilliant Dreams и попал чарты. Три песни с него в 1986—1987 годах выходили отдельными синглами: «Having It All», «Will You Remember» (7-е место в Италии) и «When the Phone Stops Ringing» (17-е место в Италии).
Затем, с присоединившемся к группе новым ударником Стивом Грэнтли, она принялась за работу над новыми песнями, посвятив этому весь год.
Все песни на будущем альбоме, кроме одной, будут записаны в сотрудничестве со звукорежиссёром Питом Хаммондом (известным по работе
со Стоком, Эйткеном и Уотерманом), но именно эта песня, «I’m Not Scared», написанная и спродюсированая дуэтом Pet Shop Boys, в марте 1988 года выйдет в качестве лид-сингла с него и достигнет первой десятки в 14 странах мира (в том числе поднимется на 1 место в Италии, став уже вторым хитом номер 1 в этой стране в карьере группы Eight Wonder.).
Следующий сингл, «Cross My Heart» (продюсер: Пит Хаммонд), вышел в июне. (Что интересно, ранее в том же году эту песню выпустила своём дебютном альбоме юная Трейси Спенсер, но её версия так и не вышла отдельным синглом.)
Песня «Cross My Heart» также попала в первую десятку во многих странах Европы. В Великобритании она достигла 13-го места. Кроме того, она стала хитом и в США — 56-е место в Billboard Hot 100 и 10-е место в танцевальном чарте того же «Билборда».
Несмотря на весь этот успех, когда в июле 1988 года второй альбом группы, озаглавленный Fearless, появился на прилавках, он «не пошёл». Так, в Великобритании он достиг только 47 места. (При этом надо отметить, что по состоянию на 2019 год он всё-таки продался в мире в солидном количестве — в более чем 500 тысячах экземпляров.)
Третий сингл с этого альбома, «Baby Baby», достиг 65-го места в Великобритании, 13-го места в Италии, и опять попал в чарты в США (84-е место в Billboard Hot 100 и 17-е место в танцевальном чарте).
Вскоре группа распалась, а Пэтси Кенсит посвятила себя актёрской карьере.
Как считает Том Демалон с сайта AllMusic, единственная причина, по которой группу Eighth Wonder до сих пор помнят, — её вокалистка Пэтси Кенсит, ставшая актрисой и в целом большой знаменитостью.
В 1992 году она сыграла главную роль в фильме Blame It on the Bellboy. Потом, после нескольких небольших ролей, она несколько лет (в 2004—2006 годах) будет сниматься в британской мыльной опере Emmerdale, а в 2006—2010 годах в больничном телесериале Holby City. Кроме того, она известна по романам с рядом известнейших музыкантов: она четыре раза выходила замуж, сначала за Дэна Донована, потом за вокалиста группы Simple Minds Джима Керра, затем за вокалиста группы Oasis Лиама Галлахера, и затем за диджея Джереми Хили.

## Дискография
См. Eighth Wonder#Discography в английском разделе.